# Lisztomania
Lisztomania ist ein im Jahr 1975 veröffentlichter Kinofilm des Regisseurs Ken Russell. Der Film thematisiert das Leben und Wirken des österreichisch-ungarischen Komponisten Franz Liszt (1811–1886) und dabei insbesondere seine Beziehung zu Richard Wagner (1813–1883). Jedoch ist der Film weniger biografisch und historisch korrekt angelegt, sondern zeigt die Aspekte der Hauptperson in zahlreichen überzeichneten und metaphorisch angelegten Szenen.
Für Aufsehen und Kontroversen sorgte zum einen die Besetzung. Die Hauptrolle spielte der Rockmusiker Roger Daltrey (The Who), und in Nebenrollen waren mit Ringo Starr (The Beatles) als Papst und Rick Wakeman (Yes, The Strawbs) weitere populäre Musiker zu sehen. Daneben sind im Film auch – anders als in Ken Russells vorangegangenen Komponisten-Porträts Tschaikowsky – Genie und Wahnsinn und Mahler – kaum originale Musikstücke der dargestellten Komponisten zu hören, sondern überwiegend Adaptionen von Themen des Keyboarders Wakeman. Zum anderen ist der Film wegen seiner zahlreichen Traumsequenzen, die insbesondere Sexualität und Wagners Einflüsse auf den Nationalsozialismus thematisieren, umstritten. In Deutschland erhielt der Film von der Freiwilligen Selbstkontrolle der Filmwirtschaft eine Freigabe ab 18 Jahren.
Der Titel des Films selber bezieht sich auf einen von Heinrich Heine geprägten Begriff für die extreme Verehrung des Komponisten und Pianisten durch sein Publikum. Heine hatte diesen Neologismus im Winter 1842 geschaffen, als an 22 aufeinander folgenden Abenden die Konzerte von Liszt in Berlin ausverkauft waren. Ähnliche Begriffe wurden davor (z. B. Tulpenmanie) und danach (z. B. Beatlemania) für Stimmungen extremer Begeisterung für seine Sache verwendet.

## Inhalt
Anfang der 1840er Jahre befindet sich Franz Liszt (Roger Daltrey) auf dem Höhepunkt seiner Karriere. Als angesehener Konzertpianist bereist er Europa, wird von seinen vorwiegend weiblichen Zuschauern vergöttert, unterhält intime Beziehungen zu Berühmtheiten wie der Tänzerin Lola Montez und wird von anderen zeitgenössischen Komponisten wie Johannes Brahms oder Gioachino Rossini hoch geachtet. Privat lebt er unverheiratet mit der französischen Schriftstellerin Marie d’Agoult zusammen, mit der er drei Kinder hat, darunter die älteste Tochter Cosima (Veronica Quilligan).
Zu seinen Bekannten zählt auch der junge, von revolutionären Ideen besessene und sehr selbstbewusste Richard Wagner (Paul Nicholas). Liszt teilt jedoch dessen Selbsteinschätzung als Genie nicht und interpretiert bei einem Konzert die Themen aus Wagners frisch komponierter Oper Rienzi eher parodistisch, was Wagner vergrault.
Liszt unternimmt eine Konzertreise nach St. Petersburg, um dort vor dem russischen Zaren aufzutreten. Er verabschiedet sich von Cosima, die ihm eine Voodoo-Puppe mit seinem Antlitz präsentiert. Auf der Reise verfällt er der ukrainischen Adligen Carolyne zu Sayn-Wittgenstein (Sara Kestelman), die er fortan heiraten möchte. Um dies zu erreichen, muss der Papst (Ringo Starr) die Ehe von Carolyne lösen, wozu das Liebespaar nach Rom reist.
Unterwegs gerät Liszt in die Wirren der Ungarischen Revolution und bedauert es, mit seinen Kompositionen nicht zur Revolution beitragen zu können. Liszt wird von Wagner aufgesucht und mittels eines Schlafmittels betäubt; dabei entpuppt sich Wagner als Vampir, der den schlafenden Liszt aussaugt und seine Pläne äußert, mittels seiner Kompositionen das deutsche Volk zur nationalen Einigung zu bringen und zur Weltherrschaft anzustiften. Später macht Wagner die Bekanntschaft mit Cosima und ihrem Ehemann Hans von Bülow (Andrew Reilly) und verliebt sich in sie.
Im Vatikan findet Liszt Gefallen an der Komposition geistlicher Musik, auf die er sich fortan verlegt. Hierzu sagt er sich nach der Hochzeit auch von Carolyne los und zieht sich in ein Kloster zurück, wo er unter anderem mit Olga Janina (Nell Campbell) verkehrt. Schließlich wird Liszt vom Papst alarmiert, dass Wagner der Antichrist sei und Liszt nach der Heirat seiner Tochter mit Wagner somit der Schwiegervater des Teufels geworden sei. Liszt wird damit beauftragt, Wagner zu exorzieren, andererseits würde seine Musik von der katholischen Kirche verboten werden.
Liszt dringt in Wagners Festung ein, die direkt neben einem jüdischen Ghetto liegt, und beobachtet, wie Wagner dort eine Gruppe blonder und blauäugiger Kinder indoktriniert, die künftige Herrenrasse zu sein. Liszt wird trotz Warnungen von Hans, der dort als Diener eingestellt ist, in die Festung eingelassen. Wagner demonstriert ihm einen von ihm geschaffenen künstlichen Menschen (Rick Wakeman) in Gestalt des germanischen Gottes Thor, der durch Wagners Musik und seine Philosophie (Übermenschentum, Antisemitismus) zum Leben erweckt wird.
Als Liszt Wagner schließlich seinen Auftrag offenbart, kommt es zum Duell zwischen den beiden Komponisten. Mittels eines mit einem Flammenwerfer ausgerüsteten Klaviers und des darauf gespielten Totentanzes kann Liszt Wagner töten, wird jedoch kurz darauf von Cosima betäubt. Diese hält anschließend eine Totenmesse für Wagner, der daraufhin von einem Blitz zum Leben erweckt wird und in Gestalt eines untoten Adolf Hitler dem Grab entsteigt. Der wiederauferstandene Wagner ist mit einer Mischung aus einer E-Gitarre und einem Maschinengewehr bewaffnet und richtet gemeinsam mit Cosima und den indoktrinierten Jugendlichen unter den Juden im Ghetto ein Massaker an, dem auch Hans zum Opfer fällt. Liszt wird schließlich von Cosima durch die Voodoopuppe getötet.
Im Himmel ist Liszt mit seinen früheren Geliebten wiedervereint und auch Cosima erscheint dort, da Liszt ihre Seele gerettet hat. Als Liszt erfährt, dass der wiederauferstandene Wagner weiterhin auf der Erde wütet und Berlin in Trümmer gelegt hat, beschließt Liszt, ihm endgültig das Handwerk zu legen. Mit einem äußerlich an einen Paradiesvogel angelehnten Raumschiff fliegt er auf die Erde und tötet Wagner mit einem Laserstrahl, der von den Energien seiner Liebhaberinnen gespeist wird. Somit herrscht am Ende Friede auf Erden.

## Traumsequenzen
Insbesondere am Anfang des Filmes sind mehrere traumartige Sequenzen zu sehen, die verschiedene Episoden oder Aspekte von Liszts Leben zeigen. Aufgrund ihrer teilweise anstößigen Darstellungen erregten diese Szenen viel Aufsehen. Diese Szenen zeigen im Einzelnen Folgendes:
- In der Eröffnungsszene wird ein Liebesspiel zwischen Liszt und Marie d'Agoult gezeigt, bei dem dieser ihre Brustwarzen im Takt eines neben dem Bett stehenden Metronoms küsst. Der Akt wird unterbrochen von der Heimkehr des Grafen d'Agoult, der sich daraufhin mit dem Liebhaber seiner Frau mit einem Degen duelliert. Als der Graf siegreich ist, sperrt er seine Frau und Liszt im Deckel eines Konzertflügels ein, der anschließend auf eine Eisenbahnstrecke gestellt und von einer Lokomotive überfahren wird. Die Szene entpuppt sich als Albtraum von Liszt.

- Eine längere Sequenz im Stile eines Stummfilms schildert die Liebesbeziehung zwischen Marie und Liszt. Diese Szene spielt in einer verschneiten Berghütte und zeigt Liszt beim Komponieren und Marie beim Großziehen der gemeinsamen Kinder. Die ganze Szene, die mit einer mit Gesang versehenen Adaption (Love's Dream) des Liebestraumes Nr. 3 unterlegt ist, ist eine Hommage an den Film Goldrausch von Charlie Chaplin.

- Bei der Begegnung mit Carolyne zu Sayn-Wittgenstein wird Liszt mit Weihrauch betäubt und hat anschließend einen Albtraum. In diesem spielt er die Rolle des Orpheus in einem Damenkleid und ist von seinen Liebhaberinnen umgeben, wobei sich Carolyne als geflügelter Dämon entpuppt. Während eines Liedes (Orpheus Song) wächst ihm ein überdimensionaler erigierter Penis, der schließlich unter eine von Carolyne bediente Guillotine gerät.

Mit dem Auftreten von Wagner als Vampir werden die phantastisch-absurden Elemente der Traumsequenzen zu elementaren Teilen der Handlung. Dennoch sind hier folgende Darstellungen hervorzuheben:
- Die Türme von Wagners Festung haben die Form von Stahlhelmen und viele Mosaikfenster zeigen die Form von Hakenkreuzen.

- Die von Wagner angeleiteten Jugendlichen tragen Kostüme in der Art von Superhelden – ein Verweis auf die von Wagner aufgenommene Theorie des Übermenschen. Das stilisierte W-Symbol auf den Kostümen war bereits im Film Mahler auf dem Stahlhelm der dort in der Traumsequenz Der Konvertit dargestellten Cosima Wagner (Antonia Ellis) zu sehen.

- In einer Traumsequenz befindet sich im Gewölbe von Wagners ein monumentaler Obelisk, der von sechs nackten Frauen angebetet wird und an dessen Spitze sich das Rheingold befindet. Der Obelisk wird vor den Augen der Kinder von einem durch einen auf der Stirn zu sehenden silbernen Davidsstern als Jude erkennbaren nackten Mann überfallen, der die Frauen entführt und schließlich auf den Obelisken klettert, um das Rheingold zu stehlen. Die Kinder fliehen in Panik.

- Wagners Totenzeremonie ist optisch im Stile einer Kundgebung der NSDAP gehalten. Cosima intoniert während der Zeremonie den Gesang der Rheintöchter aus der Oper Das Rheingold.

## Sonstiges
- Wagner erschießt, um sich während der Revolution Zugang zu Liszts Haus zu verschaffen, eine Wache mit einem Revolver des Typs Colt 1860 Army, was einen offenkundigen Anachronismus darstellt.[2]

- Ein weiterer offenkundiger Anachronismus ist eine Szene am Anfang, in der Liszt und Wagner auf die Komponisten Johannes Brahms, Felix Mendelssohn Bartholdy, Gioachino Rossini, Hector Berlioz und Frédéric Chopin treffen sowie auf einen Mann, der sich als Levi Strauss vorstellt. Diese Szene ist ungefähr im Jahr 1842 anzusiedeln, als Wagner gerade Rienzi komponiert hatte. Zu diesem Zeitpunkt wäre Brahms allerdings erst 9 Jahre alt gewesen.

- Im Film sind mehrere Cameo-Auftritte zu sehen. So ist Oliver Reed kurz als Diener von Carolyne zu Sayn-Wittgenstein zu sehen. Außerdem sind während Liszts Konzert Georgina Hale (als Schauspielerin) und Izabella Telezynska (als Millionärin) zu sehen, die in den vorigen Komponisten-Filmen von Ken Russell (Mahler und Tschaikowsky) jeweils als Alma Mahler-Werfel und Nadeschda Filaretowna von Meck wichtige Rollen hatten.

## Rezeption
Hans C. Blumenberg rezensierte den Film für Die Zeit und fasste seinen Standpunkt wie folgt zusammen:

„[…] bei Russell, dem mit „Mahler“ noch ein Künstlerporträt von bizarrer Präzision gelungen war, langt es nurmehr zu einer ermüdenden Addition beliebiger Kabarettnummem, die auch durch flotte Anachronismen, pseudokritische Analogien und verwegene Besetzungsideen (Ringo Starr als Papst) kaum an Überzeugungskraft gewinnen. […] In „Lisztomania“ berauscht sich ein maßlos eitler Berserker an den Trümmern seines Talents, verliert sich in einer Fülle von höchst disparaten Einfallen, die doch nur in schriller Monotonie verenden.“

In der TV Spielfilm wurde der Film mit dem „Daumen nach oben“ bewertet und als „schrilles, explosives Meisterwerk“ bezeichnet. „Der […] Meister des Unkonventionellen wütet in psychedelischen Farben und pompösen Dekors. Für ihn ist Liszt ein wüster Erotomane und der erste Popstar.“
Die Kieler Beiträge zur Filmmusikforschung der Christian-Albrechts-Universität zu Kiel widmeten dem Film einen sechsseitigen Artikel von Hans J. Wulff, in dem unter anderem folgendes kommentiert wurde:

„Die Filme brechen mit der Tradition biographischen Erzählens und inszenieren Musik und Musikkultur in einer wilden Collage, in der heterogenstes Material zusammengebracht wird. LISZTOMANIA ist unter den Russell-Filmen der meistverkannte, zugleich komplexeste und bis heute irritierendste. […] Das Faszinosum von LISZTOMANIA ist die Methode. Die ganze Kulturgeschichte bildet das Material, mit dem Russell seine Montage gestaltet, gleichgültig, ob es sich um Versatzstücke aus der Hoch- oder Trivialkultur bildet. Eine – allerdings höchst kontrollierte – Mélange kulturellen Wissens umzirkelt die Themen des Films, gibt ihnen Ausdruck und anschauliche Fülle.“

## Soundtrack
Der Soundtrack zum Film besteht überwiegend aus Adaptionen von Wagner- und Liszt-Themen, die von Rick Wakeman mit verschiedenen Synthesizern eingespielt wurden. Hinzu kommen mehrere Stücke mit Gesang, der überwiegend von Roger Daltrey stammt, daneben auf je einem Stück noch von Linda Lewis und Wagner-Darsteller Paul Nicholas. Als Themen für Adaptionen sind insbesondere der Liebestraum Nr. 3 und die Ungarischen Rhapsodien von Franz Liszt sowie das Vorspiel zum 3. Akt, der so genannte Walkürenritt, aus der Oper Die Walküre von Richard Wagner zu nennen.
Der Soundtrack wurde 1975 auf LP veröffentlicht und wird heute im Allgemeinen als Soloalbum von Wakeman im Stile des Progressive Rock rezipiert. Die ursprüngliche LP hatte eine Spielzeit von 32:45 Minuten und hatte folgende Zusammenstellung der Titel:
1. Rienzi/Chopsticks Fantasia – 4:20
2. Love's Dream – 4:25
3. Dante Period – 2:05
4. Orpheus Song – 3:10
5. Hell – 1:59
6. Hibernation – 1:12
7. Excelsior Song – 2:32
8. Master Race – 0:45
9. Rape, Pillage and Clap – 3:11
10. Funerailles – 3:48
11. Free Song (Hungarian Rhapsody) – 2:00
12. Peace At Last – 2:59

Rick Wakeman war mit der Zusammenstellung nicht zufrieden und veröffentlichte 2002 eine weitere Fassung des Soundtracks. Das unter dem Titel The Real Lisztomania auf CD veröffentlichte Album enthält einige zusätzliche Stücke, allerdings entfallen wiederum einige Lieder des ursprünglichen Albums. Zusätzlich wurden noch einige gesprochene Passagen eingefügt, die den ungefähren Hintergrund der jeweils folgenden Stücke schildern.
The Real Lisztomania hatte eine Spielzeit von 46:23 Minuten und umfasste folgende Titel:
1. The Scene – 0:35
2. The Metronome – 0:58
3. The Country Sword Dance – 4:05
4. Free Song – 3:32
5. The Freudian Dream – 0:40
6. Dante Period – 2:32
7. Orpheus Song – 4:05
8. For The Chop – 2:34
9. Hell – 1:58
10. Wagner's Dream – 0:29
11. The Dream Of Hell – 1:10
12. The Inferno Ride – 0:52
13. Master Race – 0:48
14. The Ride Of Thor – 3:17
15. Excelsior Song – 2:38
16. The Guardian Virgins – 0:18
17. Rape, Pillage And Clap – 3:25
18. Love's Dream – 3:47
19. The Suffering – 0:15
20. Peace At Last – 3:53
21. Love's Dream – 4:32